# Vinkelmåleren
Vinkelmåleren el. Vinkelmålet (Norma) er et stjernebillede på den sydlige himmelkugle.